# Лебяжск
Лебяжск (коми Лебежнӧй) — деревня в Усть-Куломском районе Республики Коми России. Входит в состав сельского поселения Парч.

## География
Деревня находится в южной части Республики Коми, на правом берегу реки Вычегды, на расстоянии примерно 44 километров (по прямой) к юго-востоку от Усть-Кулома, административного центра района. Абсолютная высота — 99 метров над уровнем моря.
Климат
Климат характеризуется как умеренно континентальный, с продолжительной умеренно морозной многоснежной зимой и коротким прохладным летом. Среднегодовая температура воздуха составляет −1 — 0 °С. Средняя температура воздуха самого тёплого месяца (июля) составляет 16 °C; самого холодного (января) — −16 °C. Безморозный период длится в течение 180—190 дней. Среднегодовое количество атмосферных осадков составляет 500—600 мм. Устойчивый снежный покров держится 165—175 дней.
Часовой пояс
Лебяжск, как и вся Республика Коми, находится в часовой зоне МСК (московское время). Смещение применяемого времени относительно UTC составляет +3:00.

## История
Основан во второй половине XVII века. Упоминается в переписной книге 1678 года, как «Починок Лебяжей Кряж, поселился после переписных книг тому 8 лет с погосту Вишеры».

## Население
| 2010 |
| ---- |
| 125  |

Гендерный состав
По данным Всероссийской переписи населения 2010 года в гендерной структуре населения мужчины составляли 49,6 %, женщины — соответственно 50,4 %.
Национальный состав
Согласно результатам переписи 2002 года, в национальной структуре населения коми составляли 94 % из 157 чел.